# كأس أنغولا 2013
كأس أنغولا 2013 هو موسم من كأس أنغولا. كان عدد الأندية المشاركة فيه 18، وفاز فيه بترو إتليتيكو.